# La Balance intérieure
La Balance intérieure est un recueil de poèmes du journaliste et homme politique français Charles Maurras publié le 19 avril 1952.

## Présentation
Il s'agit du deuxième recueil de poésie de l'auteur après La Musique intérieure publié en 1925 auquel il fait écho. Bien qu'espacées de vingt-cinq ans et publiées dans des circonstances très différentes, La Musique intérieure et La Balance intérieure partagent « une sensible ressemblance de structure et de composition ».

« Les deux recueils se proposent comme une suite de pièces éparses, regroupées de façon chronologique, sans que cette chronologie offre pour autant un axe rigoureux de construction, les poèmes de la parution la plus récente apparaissant à la lecture avant les œuvres de jeunesse. »

## Contexte
Le 21 mars 1952, Maurras sort de prison pour être soigné à la clinique de Saint-Grégoire de Saint-Symphorien-lès-Tours. Il reprend quelques forces et se rend sur la tombe de Pierre de Ronsard le 1er mai. Le travail qui l’obsède, qu’il a commencé en prison et qu’il poursuit durant ses derniers mois est celui de La Balance intérieure. Maurras ajoute aux poèmes d’Au-devant de la nuit les pièces poétiques écrites et remaniées qui jalonnent sa vie et qu’il veut faire lire à un large public. La Balance intérieure est publié le 19 avril 1952, peu avant le quatre-vingt-quatrième anniversaire de son auteur. Il s'agit de la « dernière anthologie poétique » de l'auteur avant son décès le 16 novembre 1952.

## Structure
- Frontispice
- Livre I : les deux Colloques des morts
- Livre II : Vers de jeunesse
- Partie I : 13 poèmes
- Partie II : 14 poèmes
- Livre III : Parvis d’hommages : 20 poèmes
- Livre IV : Trahisons de Clerc : 7 poèmes
- Livre V : Floralies décentes : 10 poèmes
- Livre VI : Vers les pics de la sagesse : 14 poèmes
- Livre VII : Mortuaires : 18 poèmes
- Épilogue : La Prière de la fin

## Chronologie
Le 4 avril 1943, Maurras est victime d'un accident vasculaire cérébral lors d'une conférence à Pau. Le souci du temps et de l'exactitude de la datation des poèmes, se fait dès lors particulièrement remarquer dans son écriture.
Ce recueil est notable car il incorpore des poèmes des années 1920, une réécriture du Colloque des morts, ainsi que des nouvelles compositions écrites en 1952 dont La Prière de la fin.
Sur les 99 titres de poèmes, 4 sont datés des années 1890 sans plus de précision, 26 sont datés, de 1927 à 1950 et 19 de la période 1943-1950 et 69 poèmes ne sont pas datés. De même, les deux Colloques des morts et l’intermède qui les relie ne sont pas datés. La préface de La Balance intérieure est quant à elle datée de mars 1944.

## Analyse
Maurras définit La Balance intérieure comme « une figuration de différents rêves de mourir » à laquelle il confronte les principes qui ont guidé sa vie, mais « ils sont d’un autre ordre que mes rêves et mes chansons ». D'après Maurras, ce livre ne dispose pas de philosophie :

« Je n’ai pas de système. Et c’est ce qui peut bien ne pas manquer de philosophie. Cette disposition profonde est exprimée par ma parabole d’une balance où s’équilibreraient des imaginations, des spéculations et des conjectures très différentes, qui ne divergent pas beaucoup plus que ne le font les traits distincts du caractère d’une même personne. »

D'après Julien Cohen, l'un des principaux leitmotivs du recueil serait celui de la « double posture littéraire du poète-guerrier, martyr de ses idées, dont l’honneur est bafoué par les vindictes mensongères d’une loi inique ».

« Il s’y présente comme un poète, avant toute chose, compromis en politique par le souvenir mythifié des gloires du passé, et il rime dès son incarcération, s’il faut en croire la datation de ses poèmes. Les échos des polémiques du journal s’estompent ainsi devant l’idée du testament, du legs à la postérité. A la figure de Socrate répondent diverses figures de vieux sages, de grands cœurs incompris et perdus, Virgile, Lucrèce, Horace, Terence, le plus persécuté de tous, abandonnés par une patrie si chèrement aimée et défendue, puis condamnés par des ennemis mesquins et sans gloire, pâles histrions qui cherchent à avilir celui qui les surpasse, traîtres véritables et usurpateurs de la victoire. Face à la justice inique des hommes, le poète en appelle aux célestes balances, à la justice véritable d’une déité interpellée, redevenue chrétienne. »

La mystique chrétienne supplante la mystique païenne des premières œuvres de Maurras. 
D'après Julien Cohen, Maurras maintient son procédé de murmure extériorisé en apostrophant des personnages réels et imaginaires de son parnasse intérieur. La Balance intérieure oscille selon le regard introspectif que porte un vieux combattant sur sa vie : une vie de lutte, d’amitié et de don, parfois de lourde tristesse tandis que La Musique intérieure se construit au fil d’un parcours initiatique.

« Cette narration intérieure remonte le temps, s’y arrête, dans les Vers de jeunesse, pour y puiser quelque secours, mais ce long regard en arrière se brise souvent sur un présent d’amertume »

Il s'agit d'une « véritable mise en scène hagiographique » car La Balance intérieure cherche « à restaurer l’image héroïque que Maurras s’était si patiemment construite ».